# 黃應明
黃應明（16世紀—17世紀），字公兆，廣東廣州府東莞縣人，明朝政治人物。

## 生平
黃應明是萬曆七年（1579年）己卯科廣東鄉試舉人，授江西新喻縣教諭，陞浙江奉化縣知縣，剛到任就推出諭俗十五章，勸民歸化、戶口沒有負租，訴訟立刻審理，吏胥無發從中索去金錢，拿出半日糧即得到平反，人稱「黃半仙」。鄰縣權貴請求他做不法事，他嚴正拒絕，被對方中傷，調為平和縣知縣，後官至湖廣漢陽府通判。

## 引用
1. ↑  民國《東莞縣志·卷五十九·人物略六》：黃應明，字公兆，邑人，萬歷七年舉人 阮通志 ，授新喻教諭，陞浙江奉化令 張志 ，甫至邑出諭俗十五章，勸民從化，獄至立折，吏胥無從索一錢，持半日糧即得平反，時有黃半仙之謠。隣邑權貴以骫法事，峻拒之，為所陰中 《浙江通志》 ，調福建韶安【平和】，後陞知州 張志 ，仕終漢陽別駕 阮通志 。子成章，字德成，弱不好弄言無戲謔，安貧守道，有儒者寧靜之槩，崇禎三年舉于鄉。 周志
2. ↑  光緒《奉化縣志·卷十八·名宦傳》：黃應明，東莞舉人任奉化，甫至邑出諭俗十五章勸民從化，村無怒吏、戶無負租，訟至立決，吏胥無從索一錢，持半日糧即得平反，時有「黃半升」之謠；鄰邑權貴以骪法事囑，必峻拒之，為所陰中竟以調去，任終漢陽別駕。 康熙志